# Ramobia
Ramobia is een geslacht van vlinders van de familie spanners (Geometridae), uit de onderfamilie Ennominae.

## Soorten
- R. basifuscaria Leech, 1891
- R. mediodivisa Inoue, 1953